# Benedicto Campos

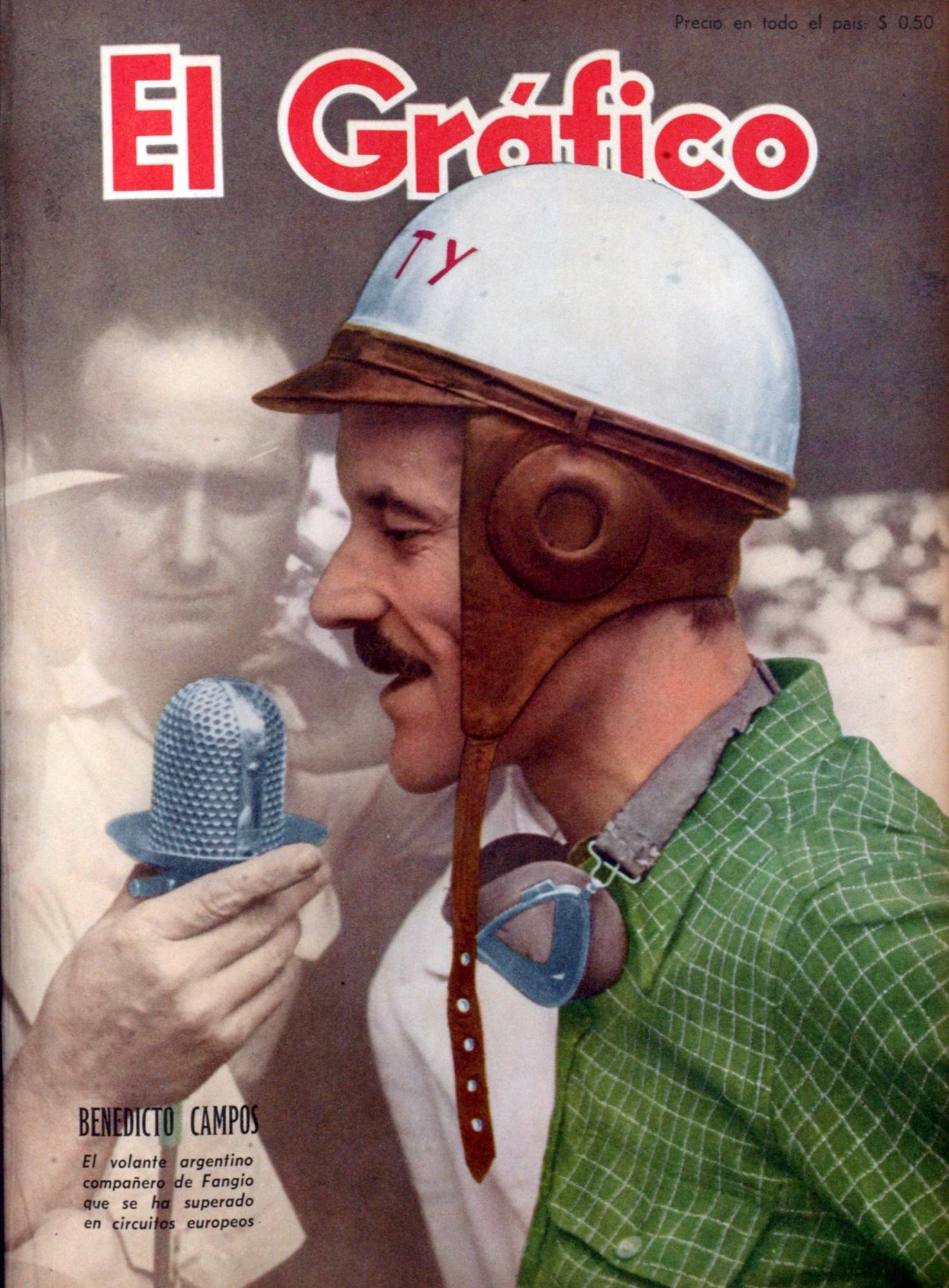
Campos dans le magazine El Gráfico

Benedicto Campos, dit Benedo, né le 19 octobre 1912 à Necochea et mort le 8 février 1972 (à  59 ans), est un ancien pilote automobile argentin de monoplaces et de voitures de tourisme ayant vécu à Quequén. 

## Biographie
Il débute en sport automobile sur une Dodge en 1935, préparée par ses soins, lors d'une course à Benito Juárez. En 1938, il s'impose à la première édition de Playas de Necochea, une compétition qu'il domine de bout en bout sur Ford T.
En 1940, il gagne sur son nouveau coupé Ford la première étape des  Mil Millas de l'Avellaneda Automóvil Club. Il met alors sa carrière entre parenthèses de 1942 à 1946, reprenant les courses à la fin de cette dernière année: il s'impose ainsi lors du Gran Premio Juan M. Gara à Rosario. Il est ultérieurement deuxième du premier Volante de Oro à Arrecife, et il gagne dans la foulée le premier Circuito Urbano Pradere de Rojas, avec une midget portant le prénom de sa fille Betty. Cette voiture lui permet encore de gagner le Gran Premio Ciudad de Coronel Pringles, devant Juan Manuel Fangio, Oscar Alfredo Gálvez et Pablo Gulle notamment. 

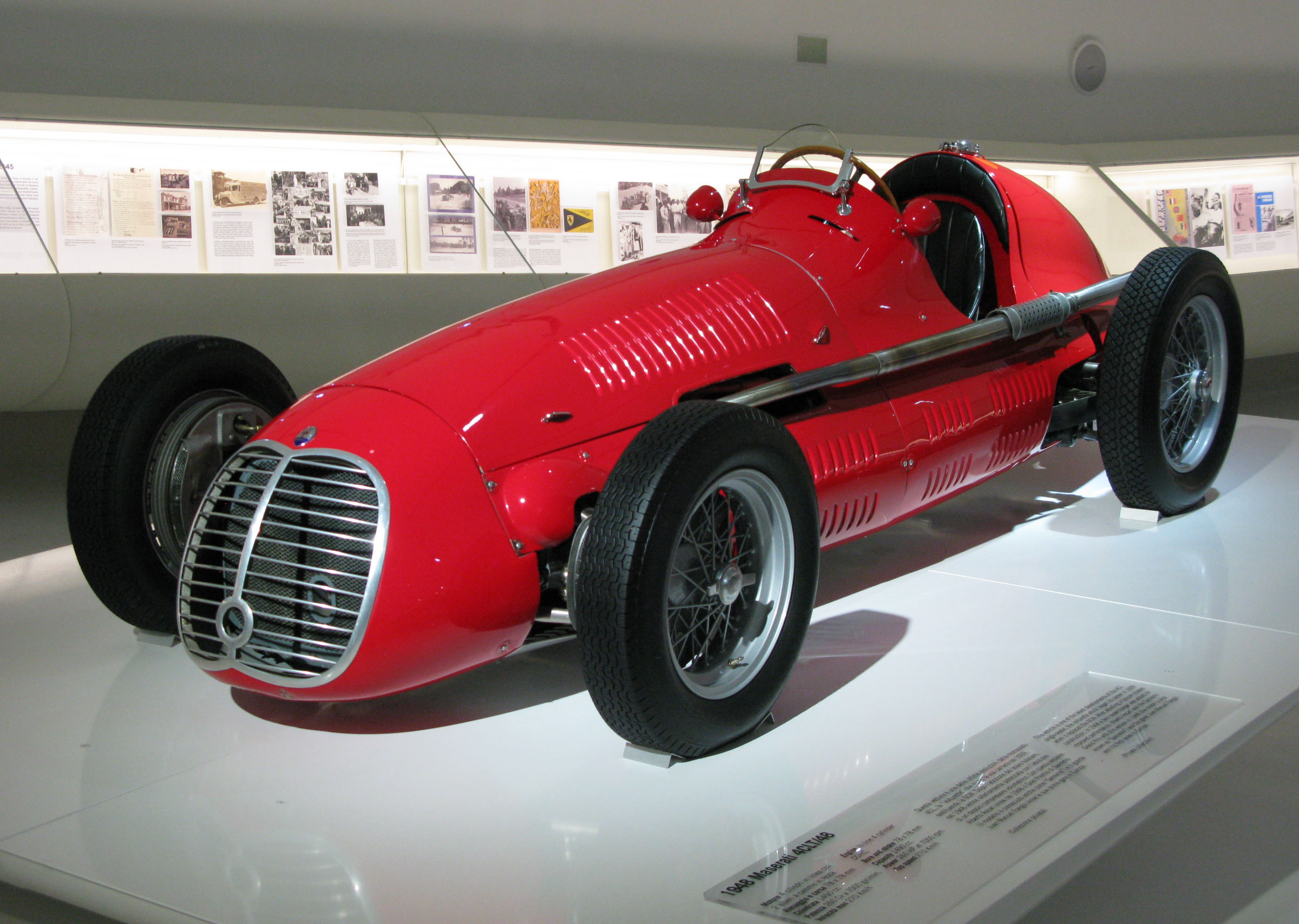
Une Maserati 4CLT-48.

En 1948, Campos finit troisième du Gran Premio Ciudad de Mercedes en Uruguay, mais surtout, à la suite d'une grande campagne nationale de l'Automóvil Club Argentino (es), il est retenu avec Fangio pour aller disputer des Grand Prix en Europe, qui seront au nombre de huit l'année suivante, six en France et deux en Italie. Du 3 avril au 22 mai, il obtient quatre classements dans les cinq premiers en quatre courses, dont troisième place, à Pau et dans le Roussillon sur Maserati 4CLT/48 avec la Squadra Argentina officielle et une quatrième place au GP de San Remo au début de sa saison européenne 1949. Il est repéré par la Scuderia Achille Varzi qui lui donne l'occasion de conduire la Simca-Gordini T15 à Marseille (cinquième, après avoir fait pratiquement jeu égal avec Maurice Trintignant en fin d'épreuve). Il doit cependant abandonner aux GP d'Italie, de Belgique et de France. Il prépare alors souvent lui-même ses voitures sur le vieux continent, et il ne délaisse pas pour autant son propre pays, où il parvient encore en Formule libre à finir quatrième du Gran Premio Juan Domingo Peron à Palermo, et deuxième du Premio Jean-Pierre Wimille aussi organisé dans ce même quartier de Buenos Aires cette année-là. 
En 1950, Campos souhaite disputer le premier championnat du monde de Formule 1, mais des raisons politiques vont finalement avoir raison de son désir. Il termine malgré tout deuxième à Rosario d'une course derrière Luigi Villoresi, mais devant Farina, Ascari, Fangio et José Froilán González, ainsi qu'à la Copa de acción San Lorenzo sur Ferrari 166 FL. Il gagne alors le championnat national de Coches Especiales sur Cadillac 16, puis il quitte définitivement la compétition en 1951, pour monter Agro Rural Betty, une société de location de matériel agricole, ce qui l'oblige à passer de longues heures au volant de son pick-up Peugeot.
Il décède d'une crise cardiaque au volant de la voiture familiale, sur la route de Quequén à La Plata.
Le 17 novembre 2012 est inauguré un monument en son hommage, à Quequén sur l'avenue qui porte son nom.